# T細胞

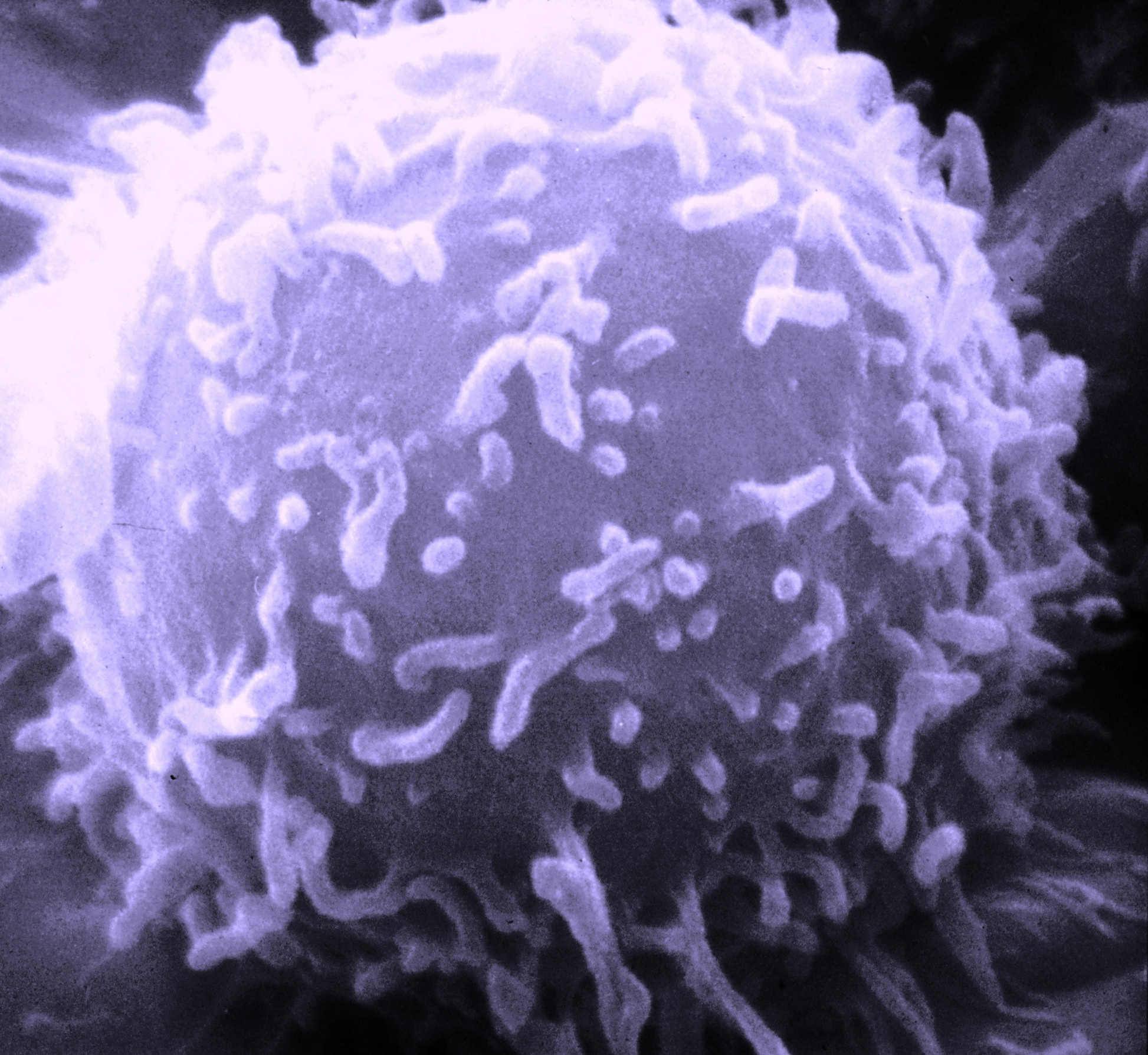
T細胞

T細胞（ティーさいぼう、英: T cell, T lymphocyte）とは、リンパ球の一種で、骨髄で産生された前駆細胞が胸腺での選択を経て分化成熟したもの。細胞表面に特徴的なT細胞受容体（T cell receptor;TCR）を有している。末梢血中のリンパ球の70〜80%を占める。名前の『T』は胸腺を意味するThymusに由来する。

## 歴史
1961年、ロンドンにあるチェスター・ビーティがん研究所のジャック・ミラーは、胸腺を摘出したマウスを解剖し、リンパ節、脾臓、末梢血中でリンパ球が激減し、免疫不全を発症することや、移植の際の拒絶反応が抑制されることを発見した。1968年にG. F. Mitchell及びミラーにより、初めてマウスの胸管リンパ中に19S溶血素（抗ヒツジ赤血球抗原IgM抗体）産生細胞前駆細胞（すなわちB細胞）及び、その前駆細胞を抗原依存性に19S溶血素産生細胞へと分化させる細胞（すなわちT細胞）における、二つのリンパ球亜集団が存在することが見出された。この時点でT細胞にもさらに亜集団が存在することが予想されていたが、1975年にはフィリッパ・マラック及びJohn Kapplerが限界希釈法（limited dilution)の応用によってT細胞クローン間の明確な機能的差異について報告して以来、さまざまな亜集団、さらにはその下位の亜集団の存在が提起されている。1984年には麦徳華及びMark M. DavisがそれぞれヒトとマウスのTCRをコードするcDNAクローンを同定した。

## 分化
T細胞は骨髄の造血幹細胞に由来する。骨髄を出た造血幹細胞は胸腺へと移動し、胸腺細胞 (thymocyte) となる。胸腺へと入った時点では、前駆細胞はT細胞特異的なCD2を発現していないが、1週間のうちに発現するようになる。この時点の胸腺細胞はCD4もCD8も発現していないためダブルネガティブ胸腺細胞と呼ばれる。次いで、T細胞受容体のβ鎖の再構成が完了すると、CD4、CD8の両者を発現するようになりダブルポジティブ胸腺細胞となる。その後、激しい増殖を経たのち、α鎖の再構成が行われT細胞の一次レパートリーが形成される。
一次レパートリーは自己のMHCと相互作用できる2%程度を除いてアポトーシスにより死滅する (正の選択）。胸腺上皮細胞表面にMHCと結合して提示された自己タンパクとの相互作用によって胸腺細胞は成熟するが、このシグナルを受けることのできなかった細胞はアポトーシスにより細胞死することになる。このときに相互作用するMHCのクラスに応じて成熟した胸腺細胞はCD4、ないしCD8のいずれかのみを発現するようになり、シングルポジティブ胸腺細胞となる。このメカニズムについてはよく分かっていない。
このようにして選択された胸腺細胞はさらに、胸腺内の樹状細胞やマクロファージなどによって負の選択を受ける。これらの細胞によって提示された自己タンパクと相互作用した胸腺細胞もアポトーシスにより死滅する。これは自己反応性のT細胞を除去するためと考えられている。胸腺内で発現しない自己タンパクと相互作用するT細胞はこの機構で選別することはできないため、末梢系に入ったのちアネルギーにより不応答化される。
これらの選別に残った細胞は成熟ナイーブT細胞として体循環系に入るが、二次リンパ組織中で活性化されエフェクターT細胞となる。

## 分類
末梢に存在するほとんどの成熟したT細胞は、細胞表面のマーカー分子としてCD4かCD8のどちらかを発現している。CD4を発現したT細胞は他のT細胞の機能発現を誘導したりB細胞の分化成熟、抗体産生を誘導したりするヘルパーT細胞として機能する。このCD4陽性T細胞は、後天性免疫不全症候群（AIDS）の病原ウイルスであるヒト免疫不全ウイルス（HIV）や、成人T細胞白血病（ATL）の病原ウイルスであるヒトT細胞白血病ウイルス（HTLV-1）が感染する細胞である。CD8陽性T細胞はウイルス感染細胞などを破壊するCTL（キラーT細胞）として機能する。
また、NK細胞とT細胞の性質を併せ持つNKT細胞や、CD25分子を発現して他のT細胞の活性を抑制する働きのあるレギュラトリーT細胞などもある。最近では胸腺を介さずに分化成熟する末梢性T細胞が存在することも知られるようになった。

### ヘルパーT細胞
細胞表面にCD4抗原を発現しているリンパ球の亜集団。
1986年にT. R. Mosmannらが初めてマウスのT細胞クローン間のサイトカインの分泌パターンの違いによってTh1細胞及びTh2細胞の二つのヘルパーT細胞の亜集団の概念を提起して以来、この二つの亜集団に関しては精力的な研究が行われてきている。
CD4陽性T細胞から分化し、IFN-γ（Th1細胞）、IL-4やIL-5（Th2細胞）またはIL-17（Th17細胞）等を産生し他の細胞の活性化、機能の行使等を助ける。
Th1という細胞はキラーT細胞やマクロファージに作用してそれを活性化して、細胞の活性を増強させる物である。
Th2はB細胞や抗原提示細胞と協力して抗体生産を行なう。
ヘルパーT細胞は、そのサイトカイン産生パターンよりさらに3つの集団に分けられ、T cell helperの頭文字をとってTh1細胞、Th2細胞、Th17細胞と名づけられた。Th1細胞は主にIL-12の存在下で分化し、分化後はIFN-γを主に産生する。Th2細胞はIL-4によって分化し、分化後に主に産生するサイトカインもIL-4である。Th17細胞は最近発見された新たなT細胞集団でIL-6、TGF-β存在下で分化し、分化後はIL-17を産生する。
Th1細胞は細胞性免疫を媒介し、自己免疫疾患、遅延型アレルギーにも関与すると考えられている。対するTh2細胞は液性免疫を媒介し、即時型アレルギーに関与している。また、Th17細胞は多くの自己免疫疾患モデルマウスにおいて増加していることから自己免疫疾患に関わっていることが考えられている。
これらのTh1とTh2の各細胞を分化させたり、分化後に産生されるサイトカインは、お互いの細胞群を抑制し調整する性質が単純図式上は見られる。つまりTh1/Th2のバランスがお互いに拮抗しあって保たれていると見ることができる。Th1型サイトカインを外部から投与することによるアレルギー疾患の治療など、このバランスを操作することによる治療法が提唱されたが、成功は見ていない。複雑に関連しあう関係があると見られている。

### 細胞傷害性T細胞
キラーT細胞ともいう。ウイルスに感染した細胞や癌細胞を認識しその細胞を殺す。

### 制御性T細胞
レギュラトリーT細胞(Treg)ともいう。胸腺から分化してくる制御性T細胞はCD4、CD25、Foxp3分子を発現して他のT細胞の活性を抑制する。その他、末梢で抗原特異的に誘導されてくる制御性T細胞や、CD8陽性T細胞から分化する制御性T細胞もある。がん細胞の免疫回避に関わる。

#### サプレッサーT細胞
免疫反応を抑制（suppress）し、終了に導く機能を持つT細胞として多田富雄によって理論が提唱され、研究されてきたが、実際にはゲノム上に存在しないことが明らかになると、1990年代以降はその存在が否定されており、「免疫応答を抑制するT細胞」の概念は、制御性T細胞に取って代わられている。

### γδT細胞
γδT細胞はCD4+およびCD8+（αβ）T細胞とは対照的に別のT細胞受容体（TCR）をもち、ヘルパーT細胞、細胞傷害性T細胞、およびNK細胞と同じ性質を共有する。γδT細胞から応答を得る条件は完全には解明されていない。他のなじみのない変異型TCRをもったT細胞サブセット、例えばCD1d-拘束性ナチュラルキラーT細胞などと同様に、自然免疫と適応免疫の間を広くまたいでいる。 一方でγδT細胞は、この細胞はTCR遺伝子を再編成して受容体の多様性を生じること、そして記憶表現型も発達させることができることから、適応免疫の要素である。他方様々なサブセットは、制限されたTCRあるいはNK受容体が受容体のパターン認識に用いられることがあるため、自然免疫系の一部分をなす。例えばきわめて多数のヒトVγ9/Vδ2 T細胞は微生物によって産生される共通の分子に対して数時間以内に応答する。さらに高度に制限されたVδ1+
T細胞は上皮細胞が受けるストレスに応答するようだ。